# Ибор и Ајо
Браћа Ибор и Ајо су били савладари у владавини над лангобардским племенским савезом. Лангобарди су се тада називали Винилима, по готском племену Вињалима.
Браћа су повела скупину Винила (Лангобарда) у потрази за новим територијама. Били су под туторством своје мајке Гамбаре која је била веома популарна међу Лангобардима. Ово је време када су Винили добили свој прави назив. Кад је Вандалски краљ Годан учврстио власт, наредио је да све жене из племена Винили пусте своје косе до лица. Краљ је, видећи овакав призор упитао своје сараднике: „Ко су ови дугобради“? (lang-дуга, bart-браде). Тако је постао назив Лангобарди.
Пре овога, Лангобарди су напустили своје седиште у Скандинавији  и настанили се у провинцији Скоринги (данашња Немачка). Ту је стигла вест да их вандалски краљ позива да му се покоре. Лангобарди су се неколико пута борили са Вандалима са променљивим исходом.